# Molophilus (Molophilus) remiger
Molophilus (Molophilus) remiger is een tweevleugelige uit de familie steltmuggen (Limoniidae). De soort komt voor in het Neotropisch gebied.